# Cratere Antum
Antum è un cratere sulla superficie di Ganimede.